# 906-os busz (Budapest)
A budapesti 906-os jelzésű éjszakai autóbusz a 6-os villamos útvonalán, a Móricz Zsigmond körtér és a Moszkva tér (időközben visszanevezve: Széll Kálmán tér) között közlekedett. A járatot a BKV és a VT-Transman üzemeltette

## Története
A vonalat 1989. szeptember 3-án hozták létre 6É jelzéssel. Ezt megelőzően hasonló útvonalon 6É jelzéssel éjszakai villamosok közlekedtek.
2005. szeptember 1-jén 906-os számjelzéssel látták el a kis mértékben bővített vonalat. (A „körúti alapjárat” a Kosztolányi Dezső tér érintésével közlekedik.)
2008. augusztus 21-étől, a 6-os villamos üzemzárásának későbbre helyezésével a 906-os üzemkezdete 0.30-ra tolódott.
2011. április 30-án hajnalban a vonal megszűnt, helyette a 6-os villamos egész éjszaka közlekedik. Utolsó járata „6É” és „Búcsúzik a 906-os éjszakai járat” feliratú homlok-viszonylatjelzőkkel közlekedett.

## Útvonala
| Moszkva tér felé | Móricz Zsigmond körtér felé |
| --- | --- |
| Móricz Zsigmond körtér vá. – Bartók Béla út – Bocskai út – Tas vezér utcánál visszafordul – Bocskai út – Október huszonharmadika utca – Irinyi József utca – Goldmann György tér – Petőfi híd – Boráros tér – Ferenc körút – József körút – Blaha Lujza tér – Erzsébet körút – Teréz körút – Nyugati tér – Szent István körút – Jászai Mari tér – Margit híd – Margit körút – Széna tér – Moszkva tér vá. | Moszkva tér vá. – Széna tér – Margit körút – Bem József utca – Tölgyfa utca – Margit körút – Margit híd – Jászai Mari tér – Szent István körút – Nyugati tér – Teréz körút – Erzsébet körút – Blaha Lujza tér – József körút – Ferenc körút – Boráros tér – Petőfi híd – Goldmann György tér – Irinyi József utca – Karinthy Frigyes út – Móricz Zsigmond körtér vá. |

## Megállóhelyei
| 0  | Moszkva tér M végállomás (ma: Széll Kálmán tér M)      | 30 | 922, 956, 960                        |
| 1  | Széna tér                                              | 29 | 960                                  |
| 2  | Mechwart liget                                         | 27 | 931, 960                             |
| 4  | Margit híd H (ma: Margit híd, budai hídfő H)           | 25 | 923, 931, 960                        |
| 6  | Jászai Mari tér                                        | 23 | 923, 931                             |
| 8  | Nyugati pályaudvar M                                   | 21 | 914, 914A, 923, 931, 950, 950A       |
| 9  | Aradi utca                                             | ∫  | 923                                  |
| 10 | Oktogon M                                              | 19 | 923, 979                             |
| 12 | Király utca (ma: Király utca / Erzsébet körút)         | 17 | 923                                  |
| 13 | Wesselényi utca (ma: Wesselényi utca / Erzsébet körút) | 16 | 923                                  |
| 15 | Blaha Lujza tér M                                      | 15 | 907, 908, 923, 931, 956, 973, 990    |
| ∫  | Népszínház utca                                        | 14 | 923                                  |
| 17 | Rákóczi tér                                            | 13 | 923                                  |
| 18 | Baross utca (ma: Harminckettesek tere)                 | 12 | 909, 923                             |
| 20 | Ferenc körút M (ma: Corvin-negyed M)                   | 10 | 914, 914A, 923, 950, 950A, 979, 979A |
| 21 | Mester utca (ma: Mester utca / Ferenc körút)           | 9  | 923, 979, 979A                       |
| 22 | Boráros tér H                                          | 8  | 923, 979, 979A                       |
| 24 | Petőfi híd, budai hídfő                                | 6  |                                      |
| 25 | Móricz Zsigmond körtér (Karinthy Frigyes út)           | ∫  | 907, 908, 940, 941, 960, 972, 973    |
| ∫  | Budafoki út (ma: Budafoki út / Szerémi sor)            | 5  |                                      |
| ∫  | Fehérvári út (ma: Újbuda-központ M)                    | 3  | 973                                  |
| ∫  | Kosztolányi Dezső tér                                  | 2  | 907, 908, 941, 972                   |
| 26 | Móricz Zsigmond körtér végállomás                      | 0  | 907, 908, 940, 941, 960, 972, 973    |